# S.S. Teramo Calcio
Società Sportiva Teramo Calcio là một câu lạc bộ bóng đá Ý có trụ sở tại Teramo, Abruzzo. Đội được thành lập vào năm 1913 và sau đó thành lập lại vào năm 2008.

## Lịch sử
Sau vài mùa giải ở Serie C1, Teramo đã có một mùa giải  2006-07 khó khăn, kết thúc ở vị trí thứ 15, một vị trí buộc họ phải chơi ở vòng playoff xuống hạng. Câu lạc bộ bị thua bởi cách biệt hai bàn, 4-2 chung cuộc cho đội đứng thứ 16, Ancona và do đó bị xuống hạng ở Serie C2.
Trong mùa giải 2007-08, đội đã hoàn thành thứ 8 tại Serie C2 / B, nhưng tuyên bố phá sản vào cuối mùa giải và bị loại khỏi các giải đấu chuyên nghiệp.
Đội bóng đã được tái tổ chức cho mùa giải 2008-09 và giành chức vô địch Promozione Abruzzo A, giải hạng bảy của bóng đá Ý. Teramo tiếp tục 'trèo lên kim tự tháp" bóng đá Ý vào năm sau, giành được Eccellenza Abruzzo và được thăng hạng lên Serie D. Tuy nhiên, trong mùa giải đầu tiên ở giải đấu, Teramo đã thua trận play-off Lega Pro Seconda Divisione trước Rimini Calcio, tuy nhiên, đã được thăng hạng trực tiếp lên giải hạng tư Ý khi đó bằng chức vô địch vào giải đấu năm sau.
Trong mùa đầu tiên ở Lega Pro Seconda Divisione, Teramo Calcio đã giành được một trận play-off thăng hạng lên Lega Pro Prima Divisione, nơi đội đã thua trong trận đấu 2 trận với trận đấu với đội bóng L'Aquila Trong mùa giải 2013-14, Teramo một lần nữa thi đấu ở Lega Pro Seconda Divisione và có cơ hội thăng hạng vào ngày 6 tháng 4 năm 2014, trong trận đấu trên sân nhà với Arzanese.
Mùa tiếp theo, Teramo đã giành được một danh tại Lega Pro lịch sử và lần đầu tiên lên chơi tại Serie B trong 102 năm lịch sử của họ, tuy nhiên, danh hiệu này sau đó đã bị thu hồi và thăng hạng đã bị từ chối do một phần của bóng đá Ý 2015 tai tiếng .

## Cựu cầu thủ đáng chú ý
Để biết danh sách đầy đủ các cựu cầu thủ, hãy xem các cầu thủ Teramo Calcio

## liên kết ngoài
- Trang web chính thức Lưu trữ ngày 24 tháng 9 năm 2011 tại Wayback Machine